# Logistique verte

## Logistique verte
La logistique verte (ou green logistics en anglais) est un courant de la logistique qui vise à mesurer et à réduire l’impact écologique des activités logistiques, notamment le transport, l’entreposage, l’emballage et la distribution de biens et de services.
Cette approche cherche à concilier efficacité économique et durabilité environnementale, en encourageant des pratiques qui diminuent l’empreinte carbone, optimisent l’utilisation des ressources et renforcent la responsabilité environnementale des entreprises.

## Origine et évolution
Le concept de logistique verte est apparu dans les années 1980, à une époque où les effets environnementaux des activités logistiques commençaient à susciter une attention croissante. Depuis, diverses approches interdisciplinaires et holistiques se sont développées, intégrant des technologies avancées, la responsabilité des entreprises et l’optimisation des processus afin de limiter les impacts négatifs sur l’environnement.

## Composantes et niveaux d'action
Les mesures de logistique verte peuvent être mises en œuvre à différents niveaux, en fonction de la portée et des objectifs de chaque organisation.
- Produit et marché: création écologique du produit et son embalaje.
- Structure: planification de réseaux logistiques durables.
- Procès: optimisation de routes et charges.
- Technologie: usage de véhicules électriques ou hybrides, combustibles alternatifs aussi bien que le amoníaco vert, et technologies IT de contrôle logistique.
- Acteurs: collaboration entre des entreprises, employés, fournisseurs et clients conscients de l'impact écologique.

## Bénéfices
Entre les bénéfices les plus soulignées d'appliquer stratégies de logistique verte se trouvent:
- Réduction d'émissions polluantes.
- Amélioration de la réputation corporative.
- Épargne énergétique et de coûts opérationnels à moyen terme.
- Accomplissement de réglementations environnementales.
- Majeure compétitivité en des marchés qu'ils estiment la durabilité.

## Défis
Malgré ses avantages, la logistique verte doit faire face à plusieurs défis, tels que…
- - La difficulté à assurer une traçabilité complète de l’ensemble de la chaîne d’approvisionnement.
  - Les coûts initiaux élevés liés aux infrastructures et aux technologies nécessaires.
  - La tension entre les objectifs de croissance des ventes et la réduction des émissions.
  - Le manque de formation spécialisée en matière de durabilité logistique. .

## Applications pratiques
Quelques pratiques communes comprennent:
- Optimisation de routes pour réduire kilomètres parcourus.
- Groupement d'envois (louez pooling).
- Usage de embalajes reciclables et biodegradables.
- Implantation de flottes électriques ou hybrides.
- Automatisation énergétique en des entrepôts.

## Tendances récentes en logistique verte
Circularité dans la chaîne d’approvisionnement : une tendance croissante consiste à concevoir les produits en tenant compte de l’ensemble de leur cycle de vie, en privilégiant la réutilisation, le recyclage et la réduction des déchets dès la phase de conception.
Tendances technologiques et durabilité en logistique:La logistique verte s’intègre à des innovations technologiques telles que l’automatisation avancée, la robotique collaborative, l’intelligence artificielle, les jumeaux numériques, ainsi que le transport intermodal et les solutions de logistique urbaine pour le dernier kilomètre.

## En Mexique
En Mexique, la logistique verte est en train de toucher majeure importance en raison de politiques publiques et la pression sociale par part de consommateurs et investisseurs. Grandes compagnies ont commencé à adopter mesures durables et promouvoir des alliances avec des fournisseurs que démontrent engagement avec la réduction d'émissions.